# 松本美香
松本 美香（まつもと みか、1970年7月13日 - ）は、日本のお笑い芸人。
兵庫県神戸市灘区出身。血液型はB型。松竹芸能所属。兵庫県立西宮甲山高等学校、甲南大学出身。

## 来歴・人物
父親は大学の教授職で、裕福な環境で育ち、いわゆる「お嬢様」であったが、学生時代に大流行したジャニーズ事務所のアイドルユニット光GENJIのファンになり男性アイドルの「追っかけ」が始まる。同時期、同ユニット年少組（GENJI）の冠ラジオ番組『GENJI GENKI爆発』（ニッポン放送制作）の関西地区での後番組であった『MAKOTOのサイキック青年団』（ABCラジオ）を偶然に聴取。自身が知りえなかった別世界に衝撃を受けタレントを志すようになる。
お笑いコンビ-4℃の元メンバー（ボケ担当）。相方上嶋祐佳の結婚引退（夫はますだおかだの岡田圭右だったが2017年離婚）によりコンビは解散、松本はピン芸人に。
その後は松竹芸能の劇場「B1角座」で活動。キャッチフレーズは「オトコ大好き、松本美香」。2006年、関西ローカルのラジオ番組に相次いでレギュラー出演。アイドル好きでジャニーズファンである。また、女性アイドルも好きで安倍なつみなどのライブに行ったことがある。
公式ページのトップにある画像は長年変わらないが、30歳の誕生日を迎えた2000年前後には、その画像の上にカーソルを持っていくと「今年で30歳」と表示される仕掛けもされていた。
コンビ時代については、-4℃を参照

## 出演

### テレビ
- エンタの神様（日本テレビ） - キャッチコピーは「浪速のダメ出し姫」
- ねっとわーくPLUS（ベイ・コミュニケーションズ）
- あっぷ&UP!（関西テレビ）
- ハピくるっ!（関西テレビ） - 木曜コメンテーター
- 謎の処方箋 コントS錠（関西テレビ、1998年4月 - 9月）

### ラジオ
- ぷらっと☆ホーム松本美香のアイドルラジオ 月曜日 （MBSラジオ、2006年10月 - 2007年9月）
- JAM×JAM （ラジオ関西、2006年10月 - ）
- 松本ミーハー堂 （四国放送、2006年4月 - 2008年9月)
- 誠のサイキック青年団（ABCラジオ、不定期）
- kyoto search engine サーチ1ネオミーハーサイト（KBS京都ラジオ）
- 松本美香のビタラジ （KBS京都ラジオ）
- MBSサウンドキングダム（MBSラジオ、火曜日） - 第1部では、元相方の夫（当時）・岡田圭右の相方の増田英彦と共演。増田は「逆岡田夫妻」と称した。
- hanashikaの時間。（ラジオ大阪） - 月曜日アシスタント

### CM
- すしボーイ・フジ （ラジオCM）

## 著書
- ジャニヲタ 女のケモノ道 （2007年4月発売） ISBN 9784575299663